# Anastrepha perdita
Anastrepha perdita är en tvåvingeart som beskrevs av Stone 1942. Anastrepha perdita ingår i släktet Anastrepha och familjen borrflugor. Inga underarter finns listade i Catalogue of Life.